# Effnerstraße (München)
Die Effnerstraße ist eine etwa 3 km lange Innerortsstraße im Münchner Stadtbezirk Bogenhausen und bildet ein Teilstück des nur teilweise vollendeten Äußeren Rings.
Sie führt als Verlängerung der Bülowstraße vom Effnerplatz am Mittleren Ring nach Nordosten parallel zum Englischen Garten zum Föhringer Ring. An ihr liegen die Villenkolonie Am Priel-Hof sowie das Baudenkmal Ziegelei August Haid.
Die Straße wurde 1908 nach dem Hofbaumeister Joseph Effner (1687–1745) und dem Gartenbaumeister Carl von Effner (1831–1884) benannt.

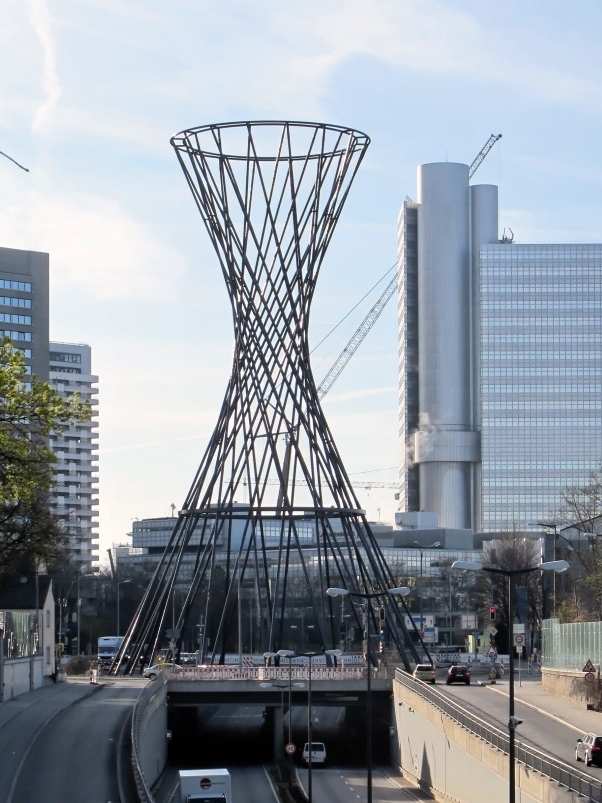
Effnerplatz
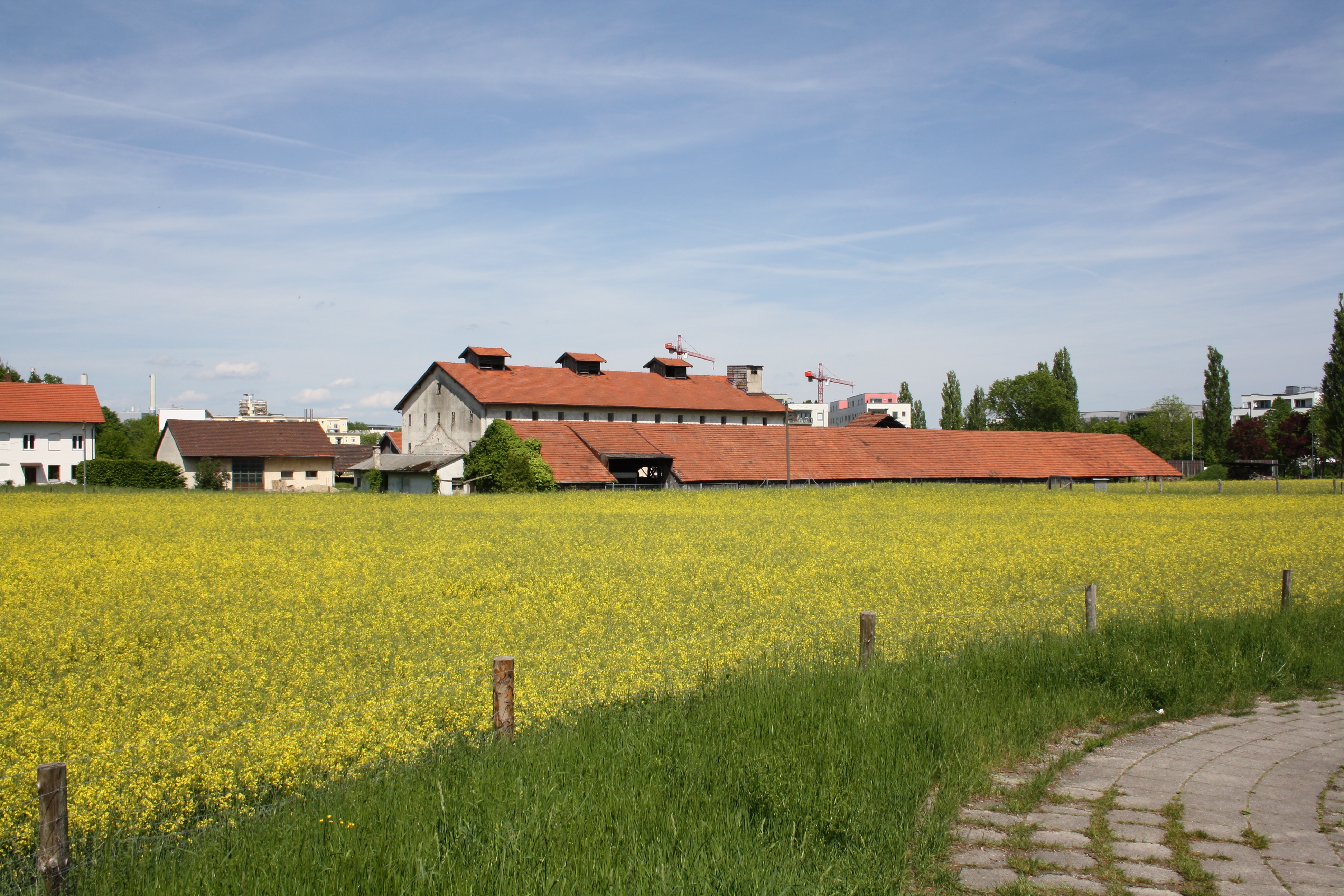
Ziegelei August Haid